# Людмила из Подебрад
Людмила из Подебрад (чеш. Ludmila z Poděbrad, нем. Ludmilla von Podiebrad; 16 октября 1456 — 20 января 1503, Легница) — чешская принцесса из династии панов из Подебрад, княгиня-консорт Легницко-Бжегского княжества (1474—1488), княгиня Бжегская и Олавская (1488—1503).

## Биография
Младшая дочь Йиржи из Подебрад (1420—1471), короля Чехии (1458—1471), от второго брака с Йоганой из Рожмиталя (ок. 1430—1475). Она была названа в честь своей бабки по материнской линии, Людмилы Бавор из Страконице.
В 1460 году Йиржи из Подебрад обручил свою четырехлетнюю дочь Людмилу с Георгом (1455—1503), единственным сыном и наследником Людвига Богатого, герцога Баварско-Ландсхутского. С помощью этого брака король Чехии рассчитывал получить в лице Людвига Богатого союзника в борьбе за престол Священной Римской империи.
Однако изменение политических планов Йиржи заставили его в 1461 году расторгнуть помолвку Людмилы с баварским принцем. Йиржи из Подебрад решил выдать Людмилу замуж за Лёринца Уйлаки (1459—1524), сына крупного венгерского магната и воеводы Трансильвании Миклоша Уйлаки, вассала короля Венгрии Матвея Корвина. Таким образом Йиржи из Подебрад хотел настроить венгерскую знать против своего зятя Матвея Корвина (который недавно женился на одной из старших дочерей Йиржи, Катержине) и одновременно пытался получить сторонников для продвижения своей кандидатуры на венгерский королевский престол.
В 1464 году после смерти 14-летней Катержины (сводной сестры Людмилы) отношения между королем Венгрии Матвеем Корвином и его бывшим тестем, королем Чехии Йиржи из Подебрад, ухудшились. В этой ситуации король Йиржи вернулся идее брака между Людмилой и Георгом, единственным сыном и наследником Людвига Богатого, герцога Баварско-Ландсхутского. Но из-за политической изоляции Йиржи из Подебрад в 1468 году брачный союз с Баварским домом так и не состоялся. Затем отец попытался устроить брак между Людмилой и молодым польским принцем Владиславом Ягеллоном (1456—1516), старшим сыном польского короля Казимира IV Ягеллончика, но и этот проект не был реализован.
В 1471 году после смерти чешского короля Йиржи из Подебрад его вдова Иоганна из Рожмиталя предложила польского королевича Владислава в качестве его преемника. В том же году Владислав прибыл в Прагу и был коронован чешской короной. В 1490 году после смерти короля Венгрии Матвея Корвина Владислав II Ягеллон также унаследовал венгерский королевский трон.
5 сентября 1474 года в Легнице Людмила была выдана замуж за силезского князя Фридриха I Легницкого (1446—1488). В 1475 году Людмила вместе с мужем отправилась в паломничество в Рим на юбилейный год. Людмила родила мужу трех сыновей: Иоганна II (1477—1495), Фридриха II (1480—1547) и Георга I (1481/1483 — 1521).
После смерти своего мужа (9 мая 1488 года) Людмила приступила к исполнению обязанностей регентши Легницкого княжества при несовершеннолетних сыновьях в Хойнуве, Легнице и Любине. От своего покойного мужа Людмила получила в пожизненное владение в качестве вдовьего удела города Бжег и Олава.
Регентство Людмила закончилось в 1498 году, когда старший выживший из трех сыновей, Фридрих II достиг совершеннолетия и стал самостоятельно править в Легницком княжестве, взяв опеку над своим младшим братом Георгом.
20 января 1503 года вдовствующая княгиня Людмила скончалась в Легнице. После её смерти Бжегско-Олавское княжество перешло во владение её сыновей Фридриха II и Георга I, которые в 1505 году разделили между собой отцовские владения.